# Monster Hunter
Monster Hunter (モンスターハンター, Monsutā Hantā) é uma franquia de jogos eletrônicos de ação-aventura e RPG com tema de fantasia, desenvolvida e publicada pela Capcom, que se iniciou em 2004 com o jogo de mesmo nome para Playstation 2. Hoje, os títulos são lançados em variedade de plataformas, incluindo computadores pessoais, consoles domésticos, consoles portáteis e dispositivos móveis. Como o título sugere, o jogador assume o papel de um Caçador em um ambiente de fantasia e completa missões que consistem em buscar monstros para caçar ou capturar, há uma grande variedade de monstros, e muita ação baseadas em combate de curta e longa distância em tempo real.
Os jogos da série são principalmente de RPGs de ação de mundo aberto. O jogador assume o papel de um Caçador, matando ou capturando monstros grandes em várias paisagens como parte de missões dadas a eles por moradores locais, com algumas missões envolvendo a coleta de um determinado item ou itens, o que pode colocar o Caçador em risco de enfrentar vários monstros. Como parte de seu loop de jogabilidade principal, os jogadores usam o saque obtido ao matar monstros, reunir recursos e recompensas de missões para criar armas, armaduras e outros itens aprimorados que lhes permitem enfrentar monstros mais poderosos. Todos os títulos da série principal apresentam multijogador (geralmente até quatro jogadores cooperativamente), mas também podem ser jogados no modo para um jogador.
Os primeiros jogos da série Monster Hunter venderam bem no Japão e em outros países asiáticos, popularizados pelo uso de recursos multijogador ad hoc da série em consoles portáteis, e se tornaram um fenômeno cultural. Os primeiros jogos da série foram muito bem recebidos pela crítica nos mercados ocidentais, mas geralmente definharam nas vendas, em parte devido à curva de aprendizado íngreme dos jogos. No entanto, com Monster Hunter: World (2018), a Capcom pretendia atrair um público global usando o poder de consoles e computadores avançados para jogos domésticos e lançou o título simultaneamente em todo o mundo. Monster Hunter: World se tornou o jogo mais vendido em três dias após seu lançamento e se tornou o videogame mais vendido da Capcom de todos os tempos, com 21 milhões de vendas em 5 de julho de 2022, incluindo mais de 70% fora do Japão. Em maio de 2024, a série vendeu mais de 100 milhões de unidades, com quase metade atribuída a Monster Hunter: World e Monster Hunter Rise e suas expansões.
Os jogos da franquia Monster Hunter são geralmente catalogados como parte da série principal destinada a jogadores de console doméstico e versões portáteis para consoles portáteis. Vários jogos spinoff com diferentes gêneros de jogabilidade também foram desenvolvidos para consoles, computadores e dispositivos móveis. Além dos jogos, a franquia tem um anime baseado no jogo spinoff intitulada Monster Hunter Diary: Poka Poka Airou Village, Monster Hunter Stories: Ride On baseado no título spinoff Monster Hunter Stories, um mangá, Monster Hunter Orage, e um livro, Monster Hunter Episode. Um longa-metragem dirigido por Paul W. S. Anderson foi lançado em 3 de dezembro de 2020. Um filme de animação, subintitulado Legends of the Guild, foi lançado em 12 de agosto de 2021, na Netflix.
A série também se ramificou em jogos de Playstation Portable e um massively multiplayer online game. No Japão, a série Monster Hunter é imensamente popular, com a versão Monster Hunter Freedom (conhecido no Japão como Monster Hunter Portable) e suas sequências, Monster Hunter Freedom 2/Monster Hunter Portable 2 e Monster Hunter Freedom Unite/Monster Hunter Portable 2G vendendo milhões de cópias, e Monster Hunter Tri se tornando o mais vendido jogo de terceiros para o Nintendo Wii no Japão.

## Jogabilidade
A principal característica de Monster Hunter é seu loop de compulsão. Ao contrário dos RPGs tradicionais de computador, o Hunter de um jogador não cresce e não tem estatísticas ou atributos intrínsecos. Em vez disso, as habilidades do Hunter são definidas pelas armas e armaduras específicas selecionadas. O jogador pode equipar armas, armaduras e itens mais benéficos para completar uma determinada missão e, se for bem-sucedido, o Hunter é recompensado em dinheiro do jogo ("zenny") e saque representando partes do monstro. Essas partes, junto com outros recursos coletados durante as missões ou por meio de recompensas de missão, podem ser usadas para forjar ou atualizar novas armas e armaduras que podem ser usadas contra monstros mais poderosos e enfrentar missões mais difíceis, completando o loop de compulsão. As missões mais difíceis são normalmente restritas pela classificação de um caçador, que aumenta cumulativamente à medida que o jogador completa missões específicas designadas pelo doador da missão. As recompensas da missão são frequentemente geradas aleatoriamente, muitas vezes exigindo que o jogador destrua o mesmo monstro repetidamente para obter as partes certas. Armas e armaduras têm bônus ou penalidades intrínsecas para certos tipos de danos elementais ou físicos e podem fornecer habilidades especiais que podem ser ajustadas por meio da combinação de peças de equipamento.
Os jogos apresentam uma variedade de classes de armas diferentes, variando de espadas, martelos e arcos, com os títulos mais recentes (Generations, World e Rise) tendo um total de quatorze classes. Cada classe de arma tem um conjunto único de manobras de combate e reflete uma série de estilos de jogo diferentes com base na velocidade de ataque, força de dano, alcance e aplicação de buffs e debuffs a monstros e aliados. Os jogos Monster Hunter usam um combate de "prioridade de animação", comprometendo o jogador a um movimento até que a animação seja concluída e deixando-o potencialmente vulnerável ao ataque de um monstro. Além disso, os jogadores são encorajados a observar a saúde e a resistência de seu Hunter. Perder toda a saúde forçará uma retirada para um acampamento base e, após três dessas retiradas, a missão é considerada um fracasso. Executar a maioria das ações de combate consome resistência, que se recupera em um curto período de tempo; uma vez exausto de resistência, o Hunter se torna vulnerável ao fazer uma pausa para recuperar o fôlego. Monstros e outros perigos ambientais também podem infligir pragas e outros efeitos de status negativos que prejudicam as habilidades de combate. O combate é centrado em observar os sinais de um monstro antes de um ataque para poder evitá-lo e/ou fazer um contra-ataque, e procurar aberturas para desencadear sequências de combos de ataque, dependendo da arma atual do Hunter. Ao contrário da maioria dos outros jogos de ação, as lutas de Monster Hunter foram comparadas a uma série de lutas contra chefes.
Quase todos os jogos da série Monster Hunter têm um modo single-player; nestes, o Hunter é frequentemente acompanhado por um Felyne ou Palico, uma criatura bípede senciente semelhante a um gato que dá suporte ao jogador com habilidades ofensivas limitadas em combate. Os Felynes também auxiliam o jogador a cozinhar refeições, manter jardins e devolvê-los ao acampamento se forem derrotados em batalha. Os ruídos dos Felynes são criados usando as vocalizações da vida real de gatos pertencentes à equipe de desenvolvimento dos jogos, fazendo com que eles compilem uma biblioteca de ruídos de gatos que remontam ao Monster Hunter original. Os ruídos às vezes são organizados para representar uma situação à qual seria impossível sujeitar um gato real, como ser atacado por um monstro.
A grande maioria dos jogos da série Monster Hunter lançados com suporte para modos cooperativos online para quatro jogadores, permitindo que o grupo cace versões mais fortes de monstros, embora esse suporte tenha sido desabilitado em jogos mais antigos. Os jogos normalmente têm uma linha de missão principal, frequentemente chamada de "Low Rank" ou "Village Quests", que pode levar até cinquenta horas para ser concluída. Uma vez concluído, o jogo abre com novas missões de "High Rank" ou "Gathering Hall", apresentando versões mais fortes de monstros que eles enfrentaram anteriormente, bem como novos monstros ainda não vistos e variantes únicas desses inimigos, todos os quais fornecem melhores componentes para armas e conjuntos de armaduras mais poderosos, fornecendo centenas de horas de jogo potencial após a missão principal. A maioria dos títulos tem uma terceira classificação de dificuldade ("G Rank" ou "Master Rank"), lançada após o jogo base. Elas adicionam mais monstros, locais, armas e conjuntos de armaduras ao jogo.

## Jogos publicados
| 2004 | Monster Hunter                                |
| 2005 | Monster Hunter G                              |
| 2005 | Monster Hunter Freedom                        |
| 2006 | Monster Hunter 2                              |
| 2006 | Monster Hunter i                              |
| 2007 | Monster Hunter Frontier Online                |
| 2007 | Monster Hunter Freedom 2                      |
| 2008 | Monster Hunter Freedom Unite                  |
| 2009 | Monster Hunter Tri                            |
| 2010 | Monster Hunter Diary: Poka Poka Airou Village |
| 2010 | Monster Hunter Portable 3rd                   |
| 2011 | Monster Hunter Dynamic Hunting                |
| 2011 | Monster Hunter 3: Ultimate                    |
| 2012 |                                               |
| 2013 | Monster Hunter 4                              |
| 2013 | Monster Hunter Frontier G                     |
| 2014 | Monster Hunter 4: Ultimate                    |
| 2015 | Monster Hunter Explore                        |
| 2015 | Monster Hunter Generations                    |
| 2016 | Monster Hunter Stories                        |
| 2016 | Monster Hunter Frontier Z                     |
| 2017 | Monster Hunter Generations: Ultimate          |
| 2018 | Monster Hunter: World                         |
| 2019 | Monster Hunter World: Iceborne                |
| 2020 |                                               |
| 2021 | Monster Hunter Rise                           |
| 2021 | Monster Hunter Stories 2: Wings of Ruin       |
| 2022 | Monster Hunter Rise: Sunbreak                 |
| 2023 | Monster Hunter Now                            |
| 2024 |                                               |
| 2025 | Monster Hunter Wilds                          |

O primeiro jogo Monster Hunter foi um dos três títulos que a Capcom desenvolveu para aproveitar o poder de processamento e as capacidades online do PlayStation 2, que, de acordo com Ryozo Tsujimoto, que foi o produtor da série desde Monster Hunter Freedom 2, começou a igualar os jogos de arcade em capacidades; os outros dois títulos foram Auto Modellista e Resident Evil Outbreak. Tsujimoto considerou Monster Hunter como o ápice do trabalho desses outros dois títulos quando foi lançado. Ele também sentiu que o jogo foi criado para um jogo cooperativo para que jogadores de qualquer nível de habilidade, trabalhando com outros, pudessem se sentir realizados em derrubar criaturas gigantes. Monster Hunter provou ser um sucesso, vendendo mais de 1 milhão de cópias, principalmente no Japão. Versões aprimoradas dos primeiros jogos, adicionando monstros mais difíceis e missões de fim de jogo, foram lançadas com um "G" afixado no final (como Monster Hunter G para o primeiro jogo desse tipo); para aqueles títulos que foram lançados em regiões ocidentais, estes eram frequentemente, embora nem sempre, afixados com o apelido Ultimate. Uma segunda equipe trabalhou para desenvolver uma série para o PlayStation Portable. Esses jogos frequentemente tinham um tom mais alegre e expandiam o sistema palicoe. No Japão, esses jogos foram lançados sob o título "Portable", enquanto no ocidente eles foram lançados sob o título "Freedom". Mesmo depois que essas convenções de nomenclatura foram abandonadas, isso estabeleceu a tradição geral de uma equipe lançando jogos para consoles domésticos e uma equipe separada lançando um jogo portátil alguns anos depois.
A série decolou explosivamente no Japão com Monster Hunter G e Monster Hunter Portable/Freedom no PlayStation Portable e ainda mais quando suas sequências Monster Hunter Dos, Monster Hunter Portable 2nd/Freedom 2 e Monster Hunter Portable 2nd G/Freedom Unite foram lançadas, que suportavam até quatro jogadores. Os sistemas portáteis são geralmente mais populares no Japão e, devido à alta densidade populacional do país, era fácil encontrar jogadores para caçar cooperativamente, tornando-se um fenômeno lá. Ryozo Tsujimoto, da Capcom, afirmou que Freedom 2 foi lançado em uma época em que os jogadores no Japão normalmente não se reuniam na casa de um amigo para jogar juntos, então os recursos de rede do PSP ajudaram a impulsionar o sucesso de Freedom 2 e acelerar as vendas da série além dos títulos originais do PlayStation 2. James Miekle, escrevendo para a PC Gamer, trabalhou para a Q Entertainment e morou no Japão durante o lançamento de Monster Hunter Portable 3rd, que foi o jogo PlayStation Portable mais vendido de todos os tempos e descreveu como, mesmo durante o trabalho, sessões improvisadas de Monster Hunter aconteciam entre os funcionários e havia um amplo marketing de bens de consumo da marca Monster Hunter.
Embora Monster Hunter tenha sido bem-sucedido no Japão, sua popularidade nos mercados ocidentais (principalmente América do Norte e Europa) definhou. Em contraste com a cultura japonesa, os mercados ocidentais favoreceram consoles domésticos e computadores em meados dos anos 2000 e, devido à menor densidade populacional, a maioria dos jogadores dependia de jogos baseados na Internet em vez de redes ad hoc locais. A série também lutou com uma curva de aprendizado difícil que tornou os jogos desanimadores nos mercados ocidentais.
A série teve pouca popularidade no Ocidente até o lançamento de Monster Hunter 3 Ultimate no Nintendo 3DS, um console que ganhou uma posição considerável nos mercados ocidentais. Enquanto a popularidade de Monster Hunter no Ocidente ainda era para um grupo de nicho, a Capcom viu o potencial para mais crescimento lá e tomou medidas para localizar melhor os próximos títulos para tornar a série mais atraente; Monster Hunter 4 foi o primeiro jogo da série a quebrar um milhão de vendas nos mercados ocidentais. A Capcom reconheceu que ainda havia espaço para maior crescimento da série lá; em uma entrevista em outubro de 2016, o presidente da Capcom, Kenzo Tsujimoto, disse que eles estavam procurando aumentar a popularidade dos jogos nos mercados ocidentais, reconhecendo que consoles de jogos como o PlayStation 4 e o Xbox One têm domínio nessas regiões sobre os portáteis. Monster Hunter: World, a primeira grande entrada da série voltada para consoles domésticos e computadores, foi desenvolvido para ser mais atraente para os mercados ocidentais sem tentar tornar o jogo mais simples, com as principais equipes de desenvolvimento no Japão trabalhando mais de perto com os escritórios ocidentais da Capcom para identificar tais melhorias. Uma série de mudanças na jogabilidade foram feitas que aproveitaram a nova tecnologia dos consoles; notavelmente, enquanto os jogos anteriores dividiram cada área de caça em diferentes zonas, conforme necessário pelos limites do hardware do console, World usou zonas contínuas e várias mudanças na jogabilidade foram feitas para dar conta disso. World se tornou o jogo mais vendido da série, alcançando mais de 21 milhões de unidades vendidas até 2022 e tornando Monster Hunter a série mais vendida da Capcom após Resident Evil.
Com o sucesso das mudanças na fórmula definida por World, a Capcom decidiu continuar esta abordagem com os próximos grandes títulos da série, Monster Hunter Rise para o Nintendo Switch e Windows, e Monster Hunter Wilds para PlayStation 5, Xbox Series X/S e Windows.

## Lista de jogos
Abaixo está uma lista de jogos da série principal Monster Hunter. Cada geração tem uma série de entradas que são derivadas do lançamento original. Enquanto os quatro primeiros títulos principais foram numerados, as parcelas subsequentes, começando com World, usam uma palavra-chave em vez de um número para refletir um conceito central para aquele jogo. Embora os jogos tenham sido frequentemente divididos em jogos principais numerados e títulos portáteis pelos jogadores, essa distinção não é mantida no mesmo grau pela Capcom, de acordo com Tsujimoto, e em vez disso cada título é baseado em "o que queremos alcançar com este título, o que queremos que o jogador experimente, qual hardware iremos atingir e como isso afetará a jogabilidade. Os jogos simplesmente se juntam da maneira que terminam a cada vez."
- Monster Hunter, a primeira série do jogo foi lançada em 11 de março de 2004 no Japão, em 21 de setembro de 2004 na América do Norte e em 27 de maio de 2005 na Europa.
- Monster Hunter G, foi lançado em 20 de janeiro de 2005 apenas no Japão e Taiwan. Os recursos foram incorporados ao Monster Hunter 2.
- Monster Hunter Freedom, foi lançado em 1º de dezembro de 2005 para PlayStation Portable no Japão, e em 12 de maio de 2006 na Alemanha. As séries portáteis geralmente diferem dos jogos principais.
- Monster Hunter i, foi lançado em 6 de fevereiro de 2006 para os celulares DoCoMo FOMA série 90.
- Monster Hunter 2, foi lançado em 16 de fevereiro de 2006 no Japão. Nunca houve um lançamento nos EUA ou na UE, devido às baixas vendas de Monster Hunter nos EUA e na UE.
- Monster Hunter Freedom 2 (também chamado de Monster Hunter Portable 2nd no Japão), foi lançado em 22 de fevereiro de 2007 no Japão para PSP. Segundo a Famitsu, 500 mil unidades foram vendidas apenas no primeiro dia e 780 mil unidades foram vendidas na primeira semana. Em março de 2007, 1.000.000 de unidades foram vendidas.[37] Na Europa foi lançado em 9 de setembro de 2007. Contém todos os recursos de Monster Hunter 2, mas esta versão se passa em uma vila diferente chamada Pokke Village e tem muitas mudanças em comparação com o jogo principal Monster Hunter 2.
- Monster Hunter Frontier, foi lançado para Windows em 5 de julho de 2007 no Japão. Além disso, esta parte foi lançada para Xbox 360 no Japão no verão de 2010.
- Monster Hunter Portable 2nd G: MHP2G (PSP), foi lançado em 27 de março de 2008 no Japão (25 de março para pré-encomendas em Hong Kong), contém algum conteúdo do jogo Monster Hunter Frontiers (PC), por exemplo. B, os monstros Hypnock e Volganos, bem como armas e armaduras. Os tempos de carregamento foram reduzidos e foi adicionada uma rotina de “instalação” que transfere os arquivos usados com frequência para o cartão de memória do usuário, reduzindo ainda mais os tempos de carregamento. O jogo será lançado na Europa sob o nome de Monster Hunter Freedom Unite em 26 de junho de 2009.
- Monster Hunter Freedom Unite: MHFU (PSP), foi lançado na Europa em 26 de junho de 2009, e é a expansão de Monster Hunter Freedom 2. Todos os itens e armas podem ser importados. É a versão ocidental do jogo japonês Portable 2nd G.
- Monster Hunter Tri, a terceira parte da série foi lançada para o Nintendo Wii, e é vendida no Japão desde 1º de agosto de 2009. A Nintendo assumiu a distribuição na Europa e lançou Monster Hunter Tri em 23 de abril de 2010, também na Alemanha.[38] Como novidade para a série na Europa, pela primeira vez existem “Edições Limitadas” especiais com acessórios adicionais.[39]
- Monster Hunter Portable 3rd, foi lançado no Japão em 1º de dezembro de 2010, é uma continuação da série conhecida na Alemanha como Monster Hunter Freedom. Esta versão se passa em uma vila diferente de Tri e é considerada um jogo separado.
- Monster Hunter Tri G, é a terceira parte de Monster Hunter para o Nintendo 3DS, lançada no final de 2011.
- Monster Hunter 3 Ultimate, foi lançado em 22 de março de 2013 para o Nintendo Wii U e Nintendo 3DS. As duas versões são compatíveis entre si.[40] É a contrapartida do Monster Hunter 3G japonês.
- Monster Hunter 4, foi lançado no Japão em 28 de setembro de 2013 exclusivamente para o Nintendo 3DS.
- Monster Hunter Online, será lançado na China para PC e será baseado no CryEngine 3, mas não está claro se chegará à Europa.
- Monster Hunter 4 Ultimate, foi lançado em 13 de fevereiro de 2015 para Nintendo 3DS na Europa, e é a contrapartida do japonês Monster Hunter 4 G.
- Monster Hunter X (Cross), foi lançado no Japão em 28 de novembro de 2015 para a família Nintendo 3DS e oferece novos elementos e monstros antigos que estão de volta. Foi lançado na Europa e nos EUA em 15 de julho de 2016 sob o nome Monster Hunter Generations.[41]
- Monster Hunter XX (Double Cross), foi anunciado em 27 de outubro de 2016 no Japão para a família Nintendo 3DS e Nintendo Switch.
- Monster Hunter Stories, foi lançado mundialmente em 8 de setembro de 2017 para a família Nintendo 3DS e posteriormente para iOS e Android.
- Monster Hunter: World, foi lançado em 26 de janeiro de 2018 para PlayStation 4 e Xbox One, a versão para PC foi lançada no Steam em 9 de agosto de 2018 e nas lojas em 3 de setembro de 2018.[42]
- Monster Hunter Generations Ultimate, foi lançado em 28 de agosto de 2018 para Nintendo Switch na Europa e nos EUA.[43]
- Monster Hunter World: Iceborne, foi lançado em 6 de setembro de 2019 para PlayStation 4 e Xbox One, com a versão para PC da expansão em 9 de janeiro de 2020.[44]
- Monster Hunter Rise, foi lançado exclusivamente para Nintendo Switch em 26 de março de 2021 e também está disponível para PC desde 12 de janeiro de 2022.[45]
- Monster Hunter Stories 2: Wings of Ruin, foi lançado em 9 de julho de 2021 para Nintendo Switch e PC (Steam).[46] Versões para PlayStation 5 e Xbox Series X/S foram lançadas em janeiro de 2023.
- Monster Hunter Rise: Sunbreak, a expansão de Monster Hunter Rise, foi lançado em 30 de julho de 2022 para Nintendo Switch e ao mesmo tempo para PC (Steam).
- Monster Hunter Now, uma versão móvel foi lançada para iOS e Android em 14 de setembro de 2023.
- Monster Hunter Wilds, o próximo título da série foi anunciado e está em desenvolvimento. A data de lançamento é 28 de fevereiro de 2025.[47]

## Outras mídias

### Crossovers no jogo
Uma Monster Hunter feminina apareceu como personagem jogável por meio de conteúdo para download em Marvel vs. Capcom: Infinite. O jogo também apresenta um estágio chamado "Valkanda", que combina Val Habar da quarta parcela com Wakanda do Universo Marvel. Rathalos e Tigrex, dois dos monstros emblemáticos da série, fazem uma aparição especial em Metal Gear Solid: Peace Walker em missões de caça. Rathalos apareceu como um monstro de evento especial para lutar em Final Fantasy XIV como parte de um evento promocional cruzado com Monster Hunter: World, com o Behemoth aparecendo em World em troca. Em 2018, Rathalos também apareceu como um personagem chefe e um Troféu de Assistência convocável no jogo de luta crossover, Super Smash Bros. Ultimate, enquanto vários trajes de Mii Fighter baseados em Monster Hunter foram adicionados após o lançamento em março de 2021, algumas semanas antes do lançamento de Rise. Em 2020, Rathalos fez uma aparição limitada no título para celular da Cygames, Dragalia Lost, como parte de um evento no jogo. Em 2023, Rathalos fez uma aparição como um chefe por tempo limitado no jogo para celular Arknights, como parte do evento crossover Monster Hunter deste último intitulado A Flurry to the Flame.
Os próprios jogos da série Monster Hunter ofereceram eventos de crossover com outras propriedades da Capcom e de terceiros, permitindo que os usuários durante o evento ganhassem armaduras e armas inspiradas na outra propriedade. Por exemplo, Monster Hunter World teve eventos promocionais que incluem nas séries de jogos como: Resident Evil, Mega Man, Assassin's Creed, e a série The Witcher.

### Anime
Uma série de curtas de anime intitulada MonHun Nikki Girigiri Airū-mura Airū Kiki Ippatsu (ja: MonHun Nikki Girigiri Airū-mura) foi transmitida a partir de 10 de agosto de 2010. Uma sequência, MonHun Nikki Girigiri Airū-mura G, foi produzida. Uma série de anime baseada na franquia estreou em 2 de outubro de 2016.

### Mangá e histórias em quadrinhos
Um mangá intitulado Monster Hunter Orage foi publicado em conjunto pela Kodansha e Capcom em abril de 2008. O autor do mangá é Hiro Mashima. Há quatro volumes no total, com o último volume publicado em 4 de maio de 2009. Um lançamento em inglês de Monster Hunter Orage ocorreu pela primeira vez em 28 de junho de 2011. Elementos de Monster Hunter foram posteriormente incluídos no crossover de quadrinhos Worlds Unite da Archie Comics, que apresentou várias outras franquias da Capcom e da Sega fazendo aparições especiais nas linhas de quadrinhos Sonic the Hedgehog e Mega Man.

### Jogo de cartas
Um jogo de cartas colecionáveis intitulado Monster Hunter Hunting Card foi lançado em outubro de 2008 com atualizações periódicas planejadas.

### Mercadoria
Em 2013, várias figuras de Monster Hunter 4, foram distribuídas como prêmios no Japão, incluindo algumas baseadas em Felynes. Em 2014, um brinquedo crossover Mega Man foi lançado, um conjunto de acessórios 3DS XL com tema Felyne, bem como uma estátua de ouro 24 quilates de Felyne que custou quase US$ 30.000 para comemorar o aniversário de 10 anos da série. Em 2017, uma boneca altamente detalhada de um Felyne foi lançada pela Capcom por 162.000 ienes. Produtos mais incomuns incluem porta- papel higiênico Felyne. Além de mercadorias, um carro com tema Felyne foi usado para promover a série no Odaiba Motor Festival. Em 2022, produtos com os personagens foram utilizados em uma promoção de segurança pública como parte de uma parceria contínua entre a Capcom e a polícia japonesa local.

### Filme
Um filme baseado na série está em concepção desde 2012 pelo diretor Paul W. S. Anderson. O filme foi formalmente anunciado pela Capcom em outubro de 2018, com a produção começando naquele mês com a Impact Pictures e a Constantin Film e foi lançado no Reino Unido e na China em 4 de dezembro de 2020. O filme é baseado em uma força-tarefa das Nações Unidas caindo em uma dimensão alternativa onde os Caçadores lutam contra monstros e a força se junta aos Caçadores para impedir que os monstros retornem pelo portal para a Terra. O filme foi estrelado por Milla Jovovich, Ron Perlman, T. I. Harris, Diego Boneta e Tony Jaa.

### Filme de animação
Em 2018, a Capcom e a Pure Imagination Studios anunciaram que estão trabalhando em um filme de animação 3D Monster Hunter: Legends of the Guild. O especial foi escrito por Joshua Fine e apresenta um caçador novato derrubando um Dragão Ancião. Originalmente programado para ser lançado em 2019, o filme foi lançado em 12 de agosto de 2021, na Netflix.

### Colecionáveis digitais
Em 21 de maio de 2023, a Capcom lançou os primeiros NFTs digitais colecionáveis de Monster Hunters na plataforma Veve.

## Recepção
Desde que a série estreou, Monster Hunter vendeu 97 milhões de unidades em todos os títulos até 31 de dezembro de 2023. É a segunda série mais vendida da Capcom, depois de Resident Evil. A série ultrapassou 100 milhões de unidades em maio de 2024, com quase metade dessas vendas atribuídas a World, Rise e suas expansões associadas.
As vendas mundiais totais de jogos Monster Hunter que ultrapassaram 1 milhão de unidades até março de 2023 estão listadas abaixo:
| Título                                      | Vendas (milhões de unidades) em 31 de dezembro de 2023 |
| ------------------------------------------- | ------------------------------------------------------ |
| Monster Hunter World                        | 19.60                                                  |
| Monster Hunter Rise                         | 14.20                                                  |
| Monster Hunter World: Iceborne              | 11.60                                                  |
| Monster Hunter Rise: Sunbreak               | 7.10                                                   |
| Monster Hunter Portable 3rd                 | 4.90                                                   |
| Monster Hunter XX/Generations Ultimate      | 4.70                                                   |
| Monster Hunter X/Generations                | 4.30                                                   |
| Monster Hunter 4G/4 Ultimate                | 4.20                                                   |
| Monster Hunter 4                            | 4.10                                                   |
| Monster Hunter Portable 2nd G/Freedom Unite | 3.80                                                   |
| Monster Hunter 3G/3 Ultimate                | 2.60                                                   |
| Monster Hunter Portable 2nd/Freedom 2       | 2.40                                                   |
| Monster Hunter 3/Tri                        | 1.90                                                   |
| Monster Hunter Stories 2: Wings of Ruin     | 1.80                                                   |
| Monster Hunter Portable/Freedom             | 1.30                                                   |

Vários comentaristas consideram os Felynes ou Palicoes da série como um elemento essencial de Monster Hunter. Os Palicoes em Monster Hunter: World receberam muita publicidade nas redes sociais quando suas vocalizaões atraíram a atenção de gatos de jogadores da vida real.